# ابردین، سیرا لئون
ابردین، سیرا لئون (به لاتین: Aberdeen, Sierra Leone) در سیرالئون است که در western area, sierra leone واقع شده‌است.